# 石首麋鹿国家级自然保护区
石首麋鹿国家级自然保护区是位于中華人民共和國湖北省石首市江汉平原与洞庭湖平原交界处大垸镇东南部的一块湿地，北邻石首市横沟市镇，南临长江，东至小河口镇。自然保护区东西宽27.5千米，南北长15.5千米,总面积1567公顷。1991年11月18日，石首天鹅洲湿地麋鹿省级自然保护区成立。1998年8月18日，更名為石首麋鹿国家级自然保护区。